# Ski alpin aux Jeux olympiques de 2018
Navigation
Sotchi 2014 Pékin 2022
Les épreuves de ski alpin aux Jeux olympiques d'hiver de 2018 se tiennent du 11 février 2018 au 24 février 2018 sur les pistes de Jeongseon pour les épreuves de vitesse (descente, super-G, super-combiné) et de Yongpyong pour les épreuves techniques (slalom, géant) ainsi que pour la nouvelle épreuve du slalom parallèle par équipes nationales mixtes (Team Event) qui clôt le programme.

## Calendrier
| Épreuves ou évènements               | Épreuves ou évènements                               | Journées de compétition | Journées de compétition | Journées de compétition | Journées de compétition | Journées de compétition | Journées de compétition | Journées de compétition | Journées de compétition | Journées de compétition | Journées de compétition | Journées de compétition | Journées de compétition | Journées de compétition | Journées de compétition | Journées de compétition | Journées de compétition | Journées de compétition | Journées de compétition |
| Épreuves ou évènements               | Épreuves ou évènements                               | J                       | V                       | S                       | D                       | L                       | M                       | M                       | J                       | V                       | S                       | D                       | L                       | M                       | M                       | J                       | V                       | S                       | D                       |
| Épreuves ou évènements               | Épreuves ou évènements                               | 8                       | 9                       | 10                      | 11                      | 12                      | 13                      | 14                      | 15                      | 16                      | 17                      | 18                      | 19                      | 20                      | 21                      | 22                      | 23                      | 24                      | 25                      |
| Épreuves ou évènements               | Épreuves ou évènements                               | Février 2018            |                         |                         |                         |                         |                         |                         |                         |                         |                         |                         |                         |                         |                         |                         |                         |                         |                         |
| Cérémonies d'ouverture et de clôture | Cérémonies d'ouverture et de clôture                 |                         | •                       |                         |                         |                         |                         |                         |                         |                         |                         |                         |                         |                         |                         |                         |                         |                         | •                       |
|                                      |                                                      |                         |                         |                         |                         |                         |                         |                         |                         |                         |                         |                         |                         |                         |                         |                         |                         |                         |                         |
| Hommes                               |                                                      |                         |                         |                         |                         |                         |                         |                         |                         |                         |                         |                         |                         |                         |                         |                         |                         |                         |                         |
| Descente                             |                                                      |                         |                         | Repoussé                |                         |                         |                         | 11:30 04:30             |                         |                         |                         |                         |                         |                         |                         |                         |                         |                         |                         |
| Super-combiné                        |                                                      |                         |                         |                         |                         | 11:30 04:30             |                         |                         |                         |                         |                         |                         |                         |                         |                         |                         |                         |                         |                         |
| Super-G                              |                                                      |                         |                         |                         |                         |                         |                         | Repoussé                | 11:00 04:00             |                         |                         |                         |                         |                         |                         |                         |                         |                         |                         |
| Slalom Géant                         |                                                      |                         |                         |                         |                         |                         |                         |                         |                         |                         | 10:15 03:15             |                         |                         |                         |                         |                         |                         |                         |                         |
| Slalom                               |                                                      |                         |                         |                         |                         |                         |                         |                         |                         |                         |                         |                         |                         |                         | 10:15 03:15             |                         |                         |                         |                         |
|                                      |                                                      |                         |                         |                         |                         |                         |                         |                         |                         |                         |                         |                         |                         |                         |                         |                         |                         |                         |                         |
| Femmes                               |                                                      |                         |                         |                         |                         |                         |                         |                         |                         |                         |                         |                         |                         |                         |                         |                         |                         |                         |                         |
| Slalom géant                         |                                                      |                         |                         |                         | Repoussé                |                         |                         | 10:00 03:00             |                         |                         |                         |                         |                         |                         |                         |                         |                         |                         |                         |
| Slalom                               |                                                      |                         |                         |                         |                         |                         | Repoussé                |                         | 10:00 03:00             |                         |                         |                         |                         |                         |                         |                         |                         |                         |                         |
| Super-G                              |                                                      |                         |                         |                         |                         |                         |                         |                         |                         | 11:00 04:00             |                         |                         |                         |                         |                         |                         |                         |                         |                         |
| Descente                             |                                                      |                         |                         |                         |                         |                         |                         |                         |                         |                         |                         |                         |                         | 11:00 04:00             |                         |                         |                         |                         |                         |
| Super-combiné                        |                                                      |                         |                         |                         |                         |                         |                         |                         |                         |                         |                         |                         |                         |                         | 11:30 04:30             | Avancé                  |                         |                         |                         |
|                                      |                                                      |                         |                         |                         |                         |                         |                         |                         |                         |                         |                         |                         |                         |                         |                         |                         |                         |                         |                         |
| Mixte                                | Slalom parallèle par équipes nationales (Team Event) |                         |                         |                         |                         |                         |                         |                         |                         |                         |                         |                         |                         |                         |                         |                         |                         | 11:00 04:00             |                         |
|                                      |                                                      |                         |                         |                         |                         |                         |                         |                         |                         |                         |                         |                         |                         |                         |                         |                         |                         |                         |                         |

## Lieu des épreuves
| \| YongPyong Jeongseon \| Localisation des sites des compétitions olympiques du ski alpin. |
| YongPyong Jeongseon                                                                        |

Les épreuves de ski alpin se déroulent sur deux sites : 
- YongPyong pour les épreuves techniques que sont le slalom et le slalom géant et par équipes. Le site a déjà accueilli des épreuves de Coupe du monde depuis 1998 ;
- Jeongseon pour les épreuves de vitesse que sont la descente et le super G.

## Médaillés

### Hommes
| Épreuve                          | Or                       | Or            | Argent                     | Argent        | Bronze                      | Bronze        |
| -------------------------------- | ------------------------ | ------------- | -------------------------- | ------------- | --------------------------- | ------------- |
| Descente résultats détaillés     | Aksel Lund Svindal (NOR) | 1 min 40 s 25 | Kjetil Jansrud (NOR)       | 1 min 40 s 37 | Beat Feuz (SUI)             | 1 min 40 s 43 |
| Super-G résultats détaillés      | Matthias Mayer (AUT)     | 1 min 24 s 44 | Beat Feuz (SUI)            | 1 min 24 s 57 | Kjetil Jansrud (NOR)        | 1 min 24 s 62 |
| Slalom géant résultats détaillés | Marcel Hirscher (AUT)    | 2 min 18 s 4  | Henrik Kristoffersen (NOR) | 2 min 19 s 31 | Alexis Pinturault (FRA)     | 2 min 19 s 35 |
| Slalom résultats détaillés       | André Myhrer (SWE)       | 1 min 38 s 99 | Ramon Zenhäusern (SUI)     | 1 min 39 s 33 | Michael Matt (AUT)          | 1 min 39 s 66 |
| Combiné résultats détaillés      | Marcel Hirscher (AUT)    | 2 min 6 s 52  | Alexis Pinturault (FRA)    | 2 min 6 s 75  | Victor Muffat-Jeandet (FRA) | 2 min 7 s 54  |

### Femmes
| Épreuve                          | Or                     | Or            | Argent                   | Argent        | Bronze                    | Bronze        |
| -------------------------------- | ---------------------- | ------------- | ------------------------ | ------------- | ------------------------- | ------------- |
| Descente résultats détaillés     | Sofia Goggia (ITA)     | 1 min 39 s 22 | Ragnhild Mowinckel (NOR) | 1 min 39 s 31 | Lindsey Vonn (USA)        | 1 min 39 s 69 |
| Super-G résultats détaillés      | Ester Ledecká (CZE)    | 1 min 21 s 11 | Anna Veith (AUT)         | 1 min 21 s 12 | Tina Weirather (LIE)      | 1 min 21 s 22 |
| Slalom géant résultats détaillés | Mikaela Shiffrin (USA) | 2 min 20 s 2  | Ragnhild Mowinckel (NOR) | 2 min 20 s 41 | Federica Brignone (ITA)   | 2 min 20 s 48 |
| Slalom résultats détaillés       | Frida Hansdotter (SWE) | 1 min 38 s 63 | Wendy Holdener (SUI)     | 1 min 38 s 68 | Katharina Gallhuber (AUT) | 1 min 38 s 95 |
| Combiné résultats détaillés      | Michelle Gisin (SUI)   | 2 min 20 s 90 | Mikaela Shiffrin (USA)   | 2 min 21 s 97 | Wendy Holdener (SUI)      | 2 min 22 s 34 |

### Mixte
| Épreuve                                     | Or                                                                              | Or  | Argent | Argent | Bronze | Bronze        |
| ------------------------------------------- | ------------------------------------------------------------------------------- | --- | --- | ------ | --- | ------------- |
| Compétition par équipes résultats détaillés | Suisse Wendy Holdener Denise Feierabend Luca Aerni Ramon Zenhäusern Daniel Yule | 3-1 | Autriche Stephanie Brunner Katharina Gallhuber Katharina Liensberger Manuel Feller Michael Matt Marco Schwarz | 1-3    | Norvège Nina Haver-Løseth Kristin Lysdahl Maren Skjøld Sebastian Foss Solevåg Leif Kristian Nestvold-Haugen Jonathan Nordbotten | 2-2 / 41 s 17 |

## Tableau des médailles
| Rang | Pays          | Médaille d'or, Jeux olympiques | Médaille d'argent, Jeux olympiques | Médaille de bronze, Jeux olympiques | Total |
| 1    | Autriche      | 3                              | 2                                  | 2                                   | 7     |
| 2    | Suisse        | 2                              | 3                                  | 2                                   | 7     |
| 3    | Suède         | 2                              | 0                                  | 0                                   | 2     |
| 4    | Norvège       | 1                              | 4                                  | 2                                   | 7     |
| 5    | États-Unis    | 1                              | 1                                  | 1                                   | 3     |
| 6    | Italie        | 1                              | 0                                  | 1                                   | 2     |
| 7    | Tchéquie      | 1                              | 0                                  | 0                                   | 1     |
| 8    | France        | 0                              | 1                                  | 2                                   | 3     |
| 9    | Liechtenstein | 0                              | 0                                  | 1                                   | 1     |